# William Landsborough
William Landsborough, né à Stevenston le 21 février 1825 et mort le 16 mars 1886 à Caloundra, est un explorateur écossais.

## Biographie
Il immigre en Australie dans la colonie de Nouvelle-Galles du Sud en 1841. Quand de l'or est découvert en 1850, il devient prospecteur dans la région de Bathurst puis s'établit en 1854 au Queensland sur la Kolan River. En 1856, il explore et nomme le mont Nébo puis en 1857, remonte la Comet River (en) et la Nogoa River (en).
En 1859, il part à la recherche de Ludwig Leichhardt et explore les affluents du Fitzroy avec Nathaniel Buchanan. Des mauvaises saisons entraînent la perte de son exploitation. Il réalise quelques explorations, découvrant les sources des rivières Gregory (en) et Herbert (en). En août 1861, il prend en charge l'expédition de secours à Burke et Wills à partir du golfe de Carpentarie. Même s'il ne retrouve pas les voyageurs, il devient le premier explorateur à réussir une traversée de l'Australie du Nord au Sud. 
Il visite ensuite l'Inde et l'Europe. Il reçoit une montre en or de la Royal Geographical Society pour avoir découvert une route praticable traversant l'Australie selon l'axe nord-sud.
Il retourne en Australie et en 1865 devient membre du conseil législatif du Queensland mais démissionne rapidement. Il est nommé magistrat de police du district de Burke. Trouvant la ville de Burketown particulièrement insalubre, il installe son quartier général à Sweers Island (en), et de là, réalise de nombreuses explorations locales.
Quelques années avant sa mort, le parlement du Queesland lui accorde une prime de 2 000 livres pour services rendus comme explorateur, ce qui lui permet d'acquérir une propriété à Caloundra. 